# جيمس كريلمان
جيمس كريلمان (بالإنجليزية: James Creelman)‏ هو صحفي أمريكي، ولد في 12 نوفمبر 1859، وتوفي في 12 فبراير 1915 في برلين في ألمانيا بسبب مرض برايت.

## وصلات خارجية
- جيمس كريلمان على موقع الموسوعة البريطانية (الإنجليزية)